# 허문회
허문회(許文會, 1972년 2월 12일 ~ )는 전 KBO 리그 LG 트윈스의 내야수이다.

## 선수 시절

### LG 트윈스시절
1994년 해태 타이거즈의 2차 1순위 지명을 받았으나, 1993년 한대화의 트레이드 때 지명권을 받은 팀에 입단하였다.

### 롯데 자이언츠시절
2001년에 한규식을 상대로 트레이드됐다.

### LG 트윈스복귀
박연수를 상대로 다시 트레이드됐고, 2003년에 은퇴했다.

## 야구선수 은퇴 후
LG 트윈스에서 재계약에 실패한 후 2012년에 상무 야구단의 코치로 옮겼다가, 2013년에 넥센 히어로즈로 다시 옮겼다. 2015년 넥센 히어로즈 타격코치에서 2군 타격 총괄코치로 자리를 옮겼다. 2018년 넥센 히어로즈의 수석코치로 보직이 변경되었다. 2019년 시즌 후, 롯데 자이언츠의 감독으로  선임(3년 계약)되었다. 
하지만 선수 기용 문제, 불펜 투수진 관리 실패와 성적 부진에 대한 이유로 인하여 2021년 5월 11일 감독직에서  경질되었고  후임으로는 2군 감독이었던 래리 서턴이 선임되었다.

## 출신 학교
- 중앙초등학교
- 초량중학교
- 부산공업고등학교
- 경성대학교

## 통산 기록
| 연도 | 팀명   | 타율  | 경기 | 타수 | 득점 | 안타 | 2루타 | 3루타 | 홈런 | 루타 | 타점 | 도루 | 도실 | 볼넷 | 사구 | 삼진 | 병살 | 실책 |
| ---- | ------ | ----- | ---- | ---- | ---- | ---- | ----- | ----- | ---- | ---- | ---- | ---- | ---- | ---- | ---- | ---- | ---- | ---- |
| 1994 | LG     | 0.304 | 51   | 115  | 10   | 35   | 4     | 1     | 0    | 41   | 13   | 0    | 0    | 3    | 2    | 8    | 6    | 0    |
| 1995 | LG     | 0.100 | 19   | 20   | 0    | 2    | 0     | 0     | 0    | 2    | 1    | 0    | 0    | 0    | 2    | 7    | 1    | 0    |
| 1996 | LG     | 0.272 | 53   | 81   | 6    | 22   | 6     | 0     | 3    | 37   | 9    | 0    | 1    | 6    | 1    | 17   | 1    | 2    |
| 1997 | LG     | 0.272 | 81   | 158  | 8    | 43   | 2     | 0     | 3    | 54   | 14   | 4    | 2    | 12   | 2    | 23   | 3    | 0    |
| 1998 | LG     | 0.246 | 69   | 138  | 12   | 34   | 5     | 0     | 2    | 45   | 16   | 0    | 2    | 7    | 1    | 16   | 9    | 0    |
| 1999 | LG     | 0.311 | 78   | 190  | 22   | 59   | 6     | 1     | 6    | 85   | 39   | 2    | 1    | 17   | 2    | 19   | 3    | 4    |
| 2000 | LG     | 0.200 | 6    | 10   | 1    | 2    | 1     | 0     | 0    | 3    | 3    | 0    | 0    | 0    | 0    | 1    | 0    | 0    |
| 2001 | 롯데   | 0.267 | 51   | 75   | 10   | 20   | 2     | 0     | 0    | 22   | 11   | 0    | 1    | 11   | 1    | 6    | 1    | 1    |
| 2002 | 롯데   | 0.263 | 92   | 209  | 18   | 55   | 11    | 0     | 6    | 84   | 21   | 3    | 4    | 18   | 4    | 37   | 4    | 3    |
| 2003 | LG     | 0.091 | 23   | 22   | 0    | 2    | 0     | 0     | 0    | 2    | 2    | 0    | 0    | 2    | 0    | 6    | 1    | 0    |
| 통산 | 10시즌 | 0.269 | 523  | 1018 | 87   | 274  | 37    | 2     | 20   | 375  | 129  | 9    | 11   | 76   | 15   | 140  | 29   | 10   |